# Charaxes petersi
Espèce
Charaxes petersi est une espèce d'insectes lépidoptères  appartenant à la famille des Nymphalidae, à la sous-famille des Charaxinae, au genre Charaxes et au sous-groupe des espèces africaines éteocles.

## Dénomination
Charaxes petersi a été nommé par Gurner Cunningham van Someren en 1969.

## Description
Charaxes petersi est un papillon de taille moyenne: l'envergure du mâle peut atteindre entre 58 et 60 mm, celle de la femelle entre 66 et 70 mm. Le dessus est marron foncé presque noir avec des ailes antérieures très concaves et des ailes postérieures avec deux queues ornée d'une discrète ligne submarginale de points blancs. 
Le dessous est argent avec des veines foncées et des taches et chevrons submarginaux marron.
Le mâle ressemble à Charaxes catochrous et la femelle a une forme de Charaxes eteocles mais avec un revers, argenté, grisâtre.

## Écologie et distribution
Il est présent en Afrique, uniquement au Liberia, en Guinée, en Côte d'Ivoire et au Ghana.

### Biotope
Il réside dans la forêt.

### Protection
1. 1 2  funet

### Liens taxonomiques
- (en) Tree of Life Web Project : Charaxes petersi
- (en) Catalogue of Life : Charaxes petersi Van Someren 1969